# Jalel Duranti
Pour les articles homonymes, voir Duranti.
Jalel Duranti, né le 4 avril 1994 à Soncino (Lombardie), est un coureur cycliste italien.

## Biographie
Il met un terme à sa carrière cycliste à l'issue de la saison 2019.

## Palmarès et résultats

### Palmarès par année
- 2016
  - Medaglia d'Oro Nino Ronco
  - 3e du Trophée Antonietto Rancilio
- 2017
  - Coppa Città di Bozzolo
  - 2e de Firenze-Mare
  - 2e du Circuito Castelnovese
  - 3e du Circuito Casalnoceto
  - 3e du Gran Premio Somma
- 2018
  -  Médaillé d'or de la course en ligne des Jeux méditerranéens
  - Trofeo San Leolino
  - Florence-Viareggio
  - Circuito Guazzorese
  - 2e du Grand Prix San Giuseppe
  - 2e du Trophée Learco Guerra
  - 2e du Grand Prix Colli Rovescalesi
  - 2e du Tour d'Émilie amateurs
- 2019
  - Versilia-Michele Bartoli (contre-la-montre par équipes)
  - 2e et 6e étapes du Tour de Nouvelle-Calédonie

### Classements mondiaux
| Année           | 2018   |
| --------------- | ------ |
| UCI Europe Tour | 1 378e |